# 阿姆蘭省
阿姆蘭省（阿拉伯语：‎）是也門的一個省，位於該國的西北部、首都薩那西北方。面對7,971平方公里，2011年人口1,061,000人。
首府阿姆蘭。下分二十區。
1. ↑  . Central Statistical Organisation.   [24 February 2013]. （原始内容存档于9 October 2012）.